# Natale Schiavoni
Natale Schiavoni, ook wel Schiavone, (Chioggia, 25 april 1777 – Venetië, 15 april 1858) was een Italiaans kunstschilder en graficus.

## Leven en werk
Schiavoni’s ouders, Felice Schiavoni en Anna Scarpa, waren weinig bemiddeld, maar omdat hij als kind een bijzondere begaafdheid voor tekenen aan de dag legde maakten zij het hem toch mogelijk om in Venetië kunst en tekenen te gaan studeren in het Palazzo Farsetti bij de kunstschilder Francesco Maggiotto.
In 1800 ging Schiavoni naar Triëst, waar hij als miniatuurschilder werkzaam was. In 1810 trok hij naar Milaan, waar hij bij Alessandro Longhi in de leer ging en in olieverf ging schilderen en vooral portretten maakte. Ook maakte hij hier veel etsen. Zijn roem steeg snel en hij kreeg portretopdrachten van vooraanstaande personen, zoals Eugène de Beauharnais. Bekendheid kreeg hij ook met zijn sensuele vrouwengestalten, vaak getypeerd door een zekere gemoedsstemming, zoals blijdschap, droefenis, verwondering, enzovoort. Daarnaast maakte hij diverse historische- en religieuze werken.
In 1816 haalde keizer Frans I Schiavoni als hofschilder naar Wenen. In 1821 vestigde hij zich vervolgens in Venetië, waar hij tevens docent werd aan de Gallerie dell'Accademia. Hij woonde en werkte er in het Palazzo Giustiniani. Op latere leeftijd werkte hij vaak samen met zijn zonen Felice Schiavoni en Giovanni Schiavoni. Natale Schiavoni overleed in 1858, op eenentachtigjarige leeftijd.

## Afbeeldingen: vrouwengestalten

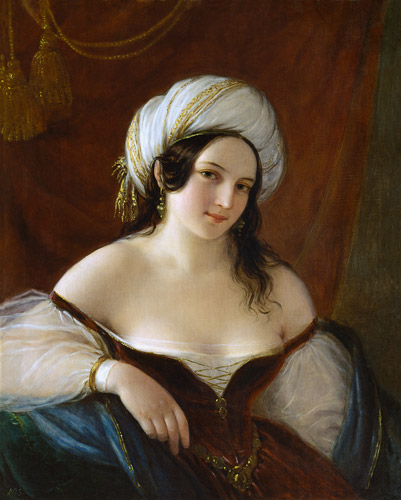
Odalisk
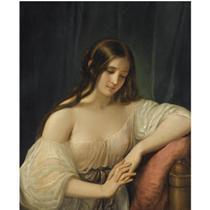
Portret van een jongedame
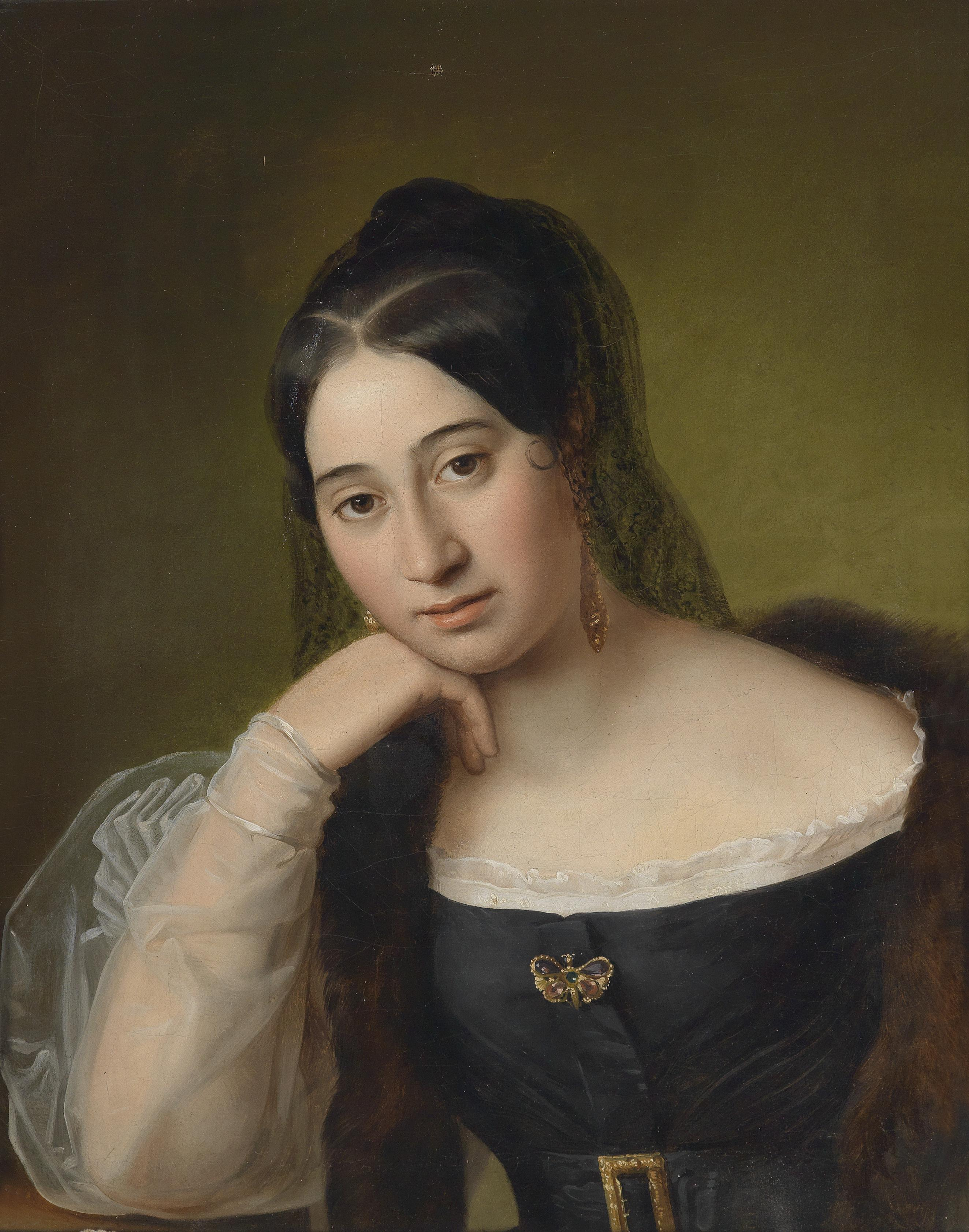
Portret van een peinzende dame
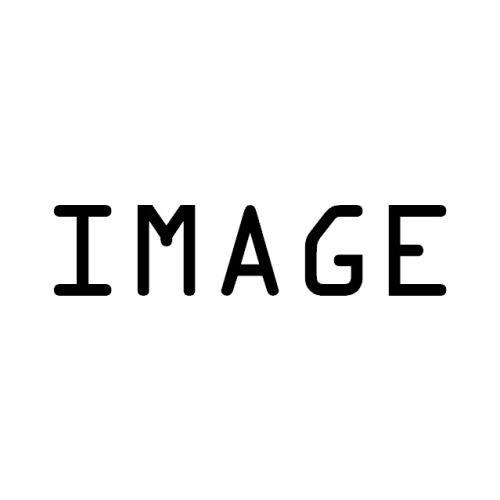
Jaloezie
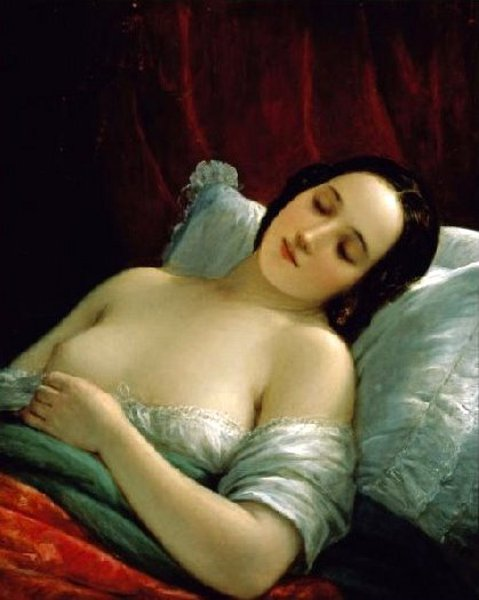
Slaapster
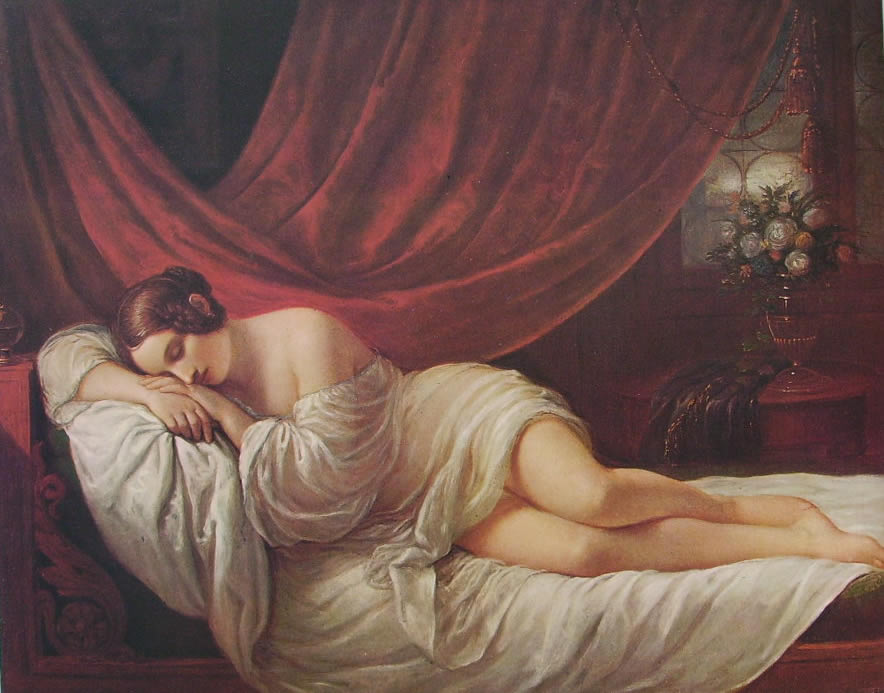
Jongedame